# فالديز غويس
فالديز غويس (من مواليد 29 أكتوبر 1961) سياسي برازيلي. يشغل منصب حاكم أمابا، الذي تم انتخابه في عام 2015.

## المسار السياسي
انضم فالديز غويس إلى حزب العمل الديمقراطي في عام 1989 وخاض الانتخابات لأول مرة في عام 1990 لمنصب نائب الدولة. فاز السياسي بالمسابقة الأولى وأعيد انتخابه عام 1995 من قبل نفس الحزب. ترشح لمنصب رئيس بلدية ماكابا في عام 1996 لكنه خسر أمام أنيبال بارسيلوس. ترشح أيضًا لحكومة الولاية في عام 1998 لكنه هزم من قبل جواو كابيريبيبي في الجولة الثانية.
في عام 1999 انتقل إلى ريو دي جانيرو للتعاون في إدارة حاكم ريو المنتخب آنذاك أنتوني جاروتينيو. بالعودة إلى أمابا في عام 2002 تم انتخاب جويس حاكمًا للولاية بعد خلاف في الجولة الثانية مع دالفا فيغيريدو من حزب العمال. في عام 2006 أعيد انتخابه في الجولة الأولى. غادر حكومة الولاية في 4 أبريل 2010 للترشح لعضوية مجلس الشيوخ، وترك نائب الحاكم بيدرو باولو دياس مكانه. بأغلبية 106.751 صوتًا احتل المركز الرابع وخسره راندولف رودريغيز من حزب الاشتراكيين الاشتراكيين وجيلفام بورجيس من حزب الديمقراطيين الاشتراكيين.
في عام 2014 تم انتخاب السياسي للمرة الثالثة حاكمًا، وفاز في الانتخابات في الجولة الثانية بحوالي 220256 ناخبًا ضد المرشح كاميلو كابيبيريبي من الحزب الاشتراكي الباسيفيكي. أعيد انتخابه في عام 2018 وحصل على حوالي 191،741 صوتًا في الجولة الثانية ضد السناتور آنذاك جواو كابيبيريبي.
في عام 2020 واجه تعتيمًا على مستوى الولاية لعدة أيام، حيث وجهت إليه تهمة المشاركة في خصخصة شركة امابا للكهرباء.